# フディト・フォルカ
フディト・フォルカ・アリサ（Judith Forca Ariza、1996年6月7日 - ）は、スペイン・カタルーニャ州バルセロナ県サバデイ出身の女子水球選手。水球女子スペイン代表。

## 経歴
1996年にスペインのカタルーニャ州バルセロナ県サバデイに生まれた。
2016年にブラジルのリオデジャネイロで開催されたリオデジャネイロオリンピックでは5位となった。
2017年にハンガリーのブダペストで開催された世界選手権では銀メダルを獲得した。2019年に韓国の光州市で開催された世界選手権では銀メダルを獲得した。2021年に日本の東京都で開催された東京オリンピックでは銀メダルを獲得した。
2023年に日本の福岡市で開催された世界選手権では銀メダルを獲得した。2024年にアラブ首長国連邦のドーハで開催された世界選手権では銅メダルを獲得した。2024年にフランスのパリで開催されたパリオリンピックでは金メダルを獲得した。